# Donis Avdijaj
Donis Avdijaj (Osnabrück, 25 augustus 1996) is een Kosovaars-Duits voetballer die doorgaans als vleugelaanvaller speelt. Avdijaj debuteerde in 2017 in het Kosovaars voetbalelftal.

## Clubcarrière
Avdijaj werd geboren in Osnabrück en voetbalde in de jeugd voor SV Atter, VfL Osnabrück en FC Schalke 04. Op 17 september 2014 zat hij op de bank tijdens een UEFA Champions League-wedstrijd tegen Chelsea. In januari 2015 besloot FC Schalke 04 om de aanvaller voor achttien maanden uit te lenen aan het Oostenrijkse SK Sturm Graz. Op 21 februari 2015 debuteerde hij in de Oostenrijkse Bundesliga, tegen SC Wiener Neustadt.
 Op 21 maart 2015 maakte Avdijaj zijn eerste doelpunt voor SK Sturm Graz, in een competitiewedstrijd tegen Admira Wacker Mödling.
Begin 2018 werd Avdijaj verhuurd aan Roda JC Kerkrade waarmee hij via de nacompetitie uit de Eredivisie degradeerde. Hij verruilde FC Schalke 04 in augustus 2018 voor Willem II. Op 18 maart 2019 werd zijn contract ontbonden. In juli 2019 vervolgde hij zijn loopbaan bij het Turkse Trabzonspor.
Op 17 januari 2020 liet hij zijn contract bij Trabzonspor ontbinden en maakte vervolgens het seizoen af bij het Schotse Heart of Midlothian FC.
Op 12 november 2020 tekent hij zijn contract bij FC Emmen.

## Clubstatistieken
| Seizoen | Club                   | Competitie              | Competitie | Competitie | Beker | Beker | Internationaal | Internationaal | Overig | Overig | Totaal | Totaal |
| Seizoen | Club                   | Competitie              | Wed.       | Dlp.       | Wed.  | Dlp.  | Wed.           | Dlp.           | Wed.   | Dlp.   | Wed.   | Dlp.   |
| ------- | ---------------------- | ----------------------- | ---------- | ---------- | ----- | ----- | -------------- | -------------- | ------ | ------ | ------ | ------ |
| 2014/15 | Schalke 04 II          | Regionalliga            | 11         | 4          | 0     | 0     | 0              | 0              | 0      | 0      | 11     | 4      |
| 2014/15 | → Sturm Graz           | Bundesliga              | 17         | 6          | 0     | 0     | 0              | 0              | 0      | 0      | 17     | 6      |
| 2015/16 | → Sturm Graz           | Bundesliga              | 25         | 3          | 2     | 3     | 1              | 1              | 0      | 0      | 28     | 7      |
| 2016/17 | FC Schalke 04          | Bundesliga              | 9          | 2          | 0     | 0     | 3              | 0              | 0      | 0      | 12     | 2      |
| 2017/18 | Roda JC                | Eredivisie              | 11         | 3          | 1     | 1     | 0              | 0              | 2      | 0      | 14     | 4      |
| 2018/19 | Willem II              | Eredivisie              | 15         | 4          | 3     | 4     | 0              | 0              | 0      | 0      | 18     | 8      |
| 2019/20 | Trabzonspor            | Süper Lig               | 8          | 1          | 2     | 0     | 8              | 0              | 0      | 0      | 18     | 1      |
| 2019/20 | Heart of Midlothian FC | Scottish Premier League | 3          | 0          | 0     | 0     | 0              | 0              | 0      | 0      | 3      | 0      |
| 2020/21 | FC Emmen               | Eredivisie              | 8          | 0          | 2     | 0     | 0              | 0              | 0      | 0      | 10     | 0      |
| 2020/21 | AEL Limasol            | Protathlima Cyta        | 9          | 0          | 3     | 0     | 0              | 0              | 0      | 0      | 12     | 0      |
| 2021/22 | TSV Hartberg           | Bundesliga              | 18         | 5          | 3     | 0     | 0              | 0              | 0      | 0      | 21     | 5      |
| 2022/23 | → TSV Hartberg         | Bundesliga              | 16         | 7          | 1     | 0     | 0              | 0              | 0      | 0      | 17     | 7      |
| 2022/23 | FC Zürich              | Super League            | 7          | 0          | 1     | 0     | 8              | 3              | 0      | 0      | 16     | 3      |
| Totaal  | Totaal                 | Totaal                  | 157        | 35         | 18    | 8     | 20             | 4              | 2      | 0      | 197    | 47     |

## Interlandcarrière
Avdijaj kwam uit in diverse Duitse nationale jeugdelftallen. Hij maakte onder meer tien doelpunten in dertien interlands voor Duitsland –17.